# Légion de Conflans
Pour les articles homonymes, voir Conflans et Fischer.
La légion de Conflans, également connu sous le nom de chasseurs de Fischer, est une unité militaire au service de l'Ancien Régime français, créée en 1743 et dissoute en 1776.

## Création et différentes dénominations
- 1er novembre 1743 : création du corps des « chasseurs de Fischer ».
- 27 avril 1761 : renommé « dragons-chasseurs de Conflans ».
- 1er mars 1763 : renommé « légion de Conflans ».
- 25 avril 1776 : réformée, ses trois escadrons de hussards forment le régiment de Conflans hussards et ses compagnies d'infanterie sont versées dans les régiments d'infanterie.

## Colonels et mestres de camp
Colonel propriétaire
- 27 avril 1761 : Louis-Henri-Gabriel de Conflans d'Armentières

Mestres de camp et colonels
- 1er novembre 1743 : Jean Chrétien Fischer, lieutenant-colonel en 1747, commandant en second en 1761, † 1762
- 27 avril 1761 : Louis-Henri-Gabriel de Conflans d'Armentières

## Composition
Chasseurs de Fischer
- 1er novembre 1743 : sur le pied de compagnie franche
- 15 septembre 1747 : 600 hommes, dont 400 à pieds et 200 à cheval
- réduit à la paix à 360 hommes, puis à 180
- 30 décembre 1748 : réduit à 105 hommes
- 25 mars 1749 : réduit à une compagnie de 40 hommes à pied et 20 à cheval

## Historique des garnisons, combats et batailles

### Chasseurs de Fischer (1743-1761)
Cette unité composite, regroupant cavalerie et infanterie, a été créée par Johann Christian Fischer (ou Jean Chrétien Fischer), un mercenaire allemand au service de la France durant la guerre de Succession d'Autriche. Il arrivait alors fréquemment que des hussards autrichiens s’emparent des chevaux français; pour les reprendre, un corps de partisans est créé par Fischer, qui va « chasser » les montures. Ce corps de volontaires, formé de domestiques hardis, est reconnu par une ordonnance du 1er novembre 1743 : c’est la « Compagnie franche des chasseurs », composée de 45 chasseurs à pied et de quinze cavaliers; Fischer en est fait capitaine,.

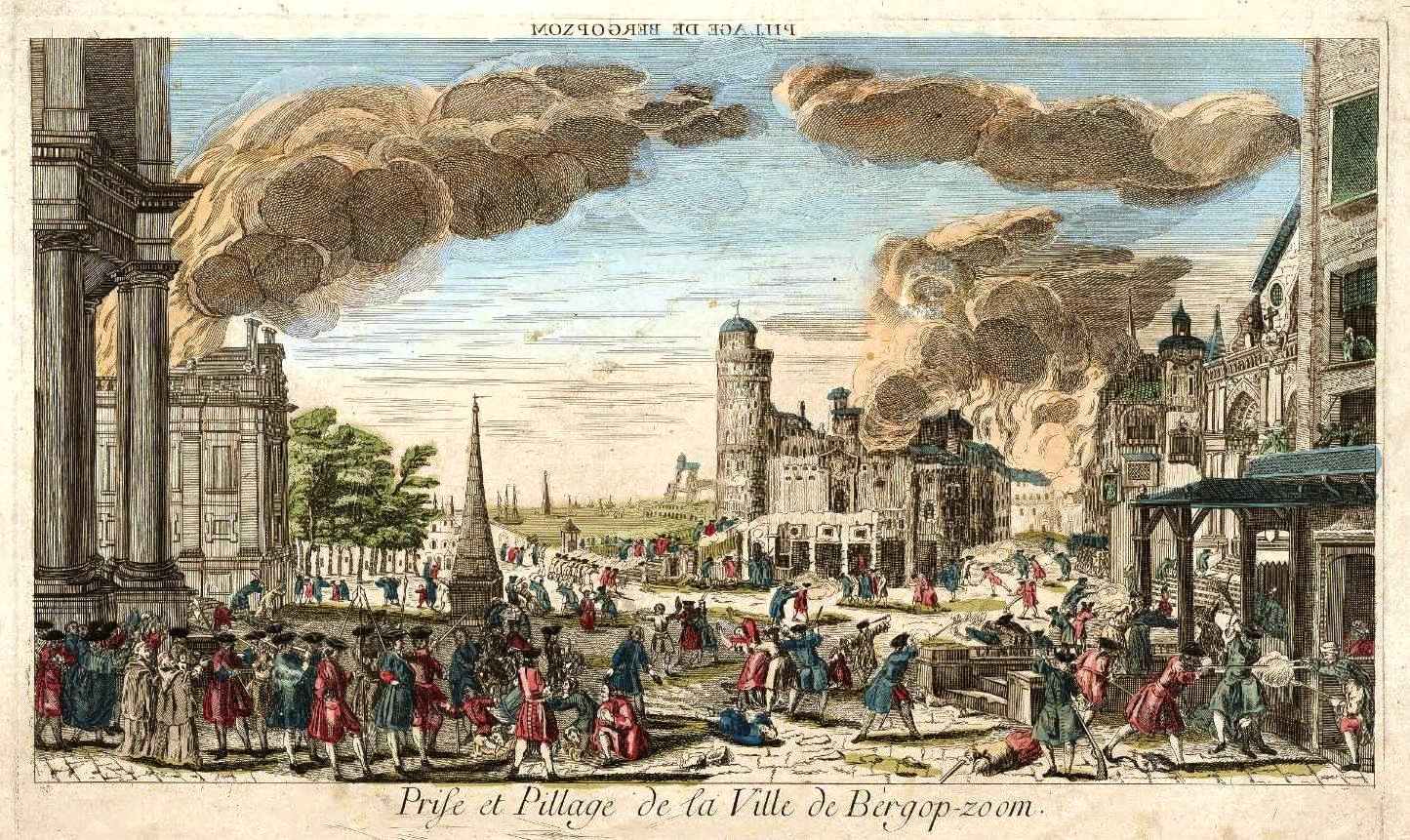
Prise de Bergen-op-Zoom par les Français en 1747.

Cette compagnie devient le corps mixte des cavaliers, fantassins et chasseurs de Fischer, à effectif de 600 hommes (deux tiers de fantassins, un tiers de cavaliers). Ils se distinguent au siège de Bergen-op-Zoom en 1747; Fischer tient alors rang de Brigadier des armées du Roi d’infanterie et de cavalerie.
Lors de la guerre de Sept Ans, les chasseurs de Fischer prennent Marbourg et Ziegenhain, battent les chasseurs hanovriens. Ils font, comme pour la guerre précédente, du ravitaillement pour l’armée. Le corps bat l’arrière-garde prussienne, au passage de la rivière Arlof, après la bataille de Bergen (13 avril 1759), il compte alors plus de 1 200 hommes, dont 50 % de fantassins et 50 % de cavaliers, plus 800 surnuméraires.
Après plusieurs autres exploits, Fisher devient brigadier (1759), mais en 1761, le corps des chasseurs est donné au marquis Louis-Henri-Gabriel de Conflans, fils du Lieutenant-général Louis de Conflans d'Armentières, sous les ordres duquel il finira la guerre, Fischer restant Maréchal de camp jusqu'à sa mort l'année suivante.
Les chasseurs de Fischer seront à l'origine de la création des unités de chasseurs à cheval dans l'armée française, leurs traditions étant reprises par le 4e régiment de hussards.

### Dragons-chasseurs de Conflans (1761-1763)
Après que Christian Fischer eût cédé son corps de chasseurs au marquis de Conflans le 20 février 1761, celui prend le titre de « Dragons-chasseurs de Conflans » et prend part sous les ordres de son nouveau commandant à la fin de la guerre de Sept Ans, guerroyant en Allemagne, prenant notamment un important butin de guerre à l'ennemi dans la ville d'Osnabruck. En 1762, les dragons-chasseurs prennent part à la bataille de Reslinghausen qui voit la défaite du Prince héritier de Prusse.

### Légion de Conflans (1763-1776)
En 1763, les diverses unités légères mixtes sont transformées en sept « légions », comprenant chacune huit compagnies montées de dragons, huit de fusiliers et une de grenadiers. Les Dragons-chasseurs deviennent ainsi la « Légion de Conflans », prenant rang aux côtés des « Légion Royale », « Légion de Condé », « Légion de Lorraine », « Légion du Hainaut », « Légion des volontaires de Soubise » et « Légion des volontaires de Flandre ».
La Légion de Conflans disparait en mars 1776, sa cavalerie donnant naissance au régiment de Conflans hussards (devenu, en 1789, le régiment des Hussards de Saxe) et son infanterie étant incorporée dans divers régiments de ligne : c'est ainsi que la compagnie d'infanterie corse sous les ordres du capitaine Sansonetti et du lieutenant Carbuccia, fut versée dans le régiment Royal-Corse.

## Équipement

### Habillement

#### Chasseurs de Fischer
Uniforme de l’infanterie

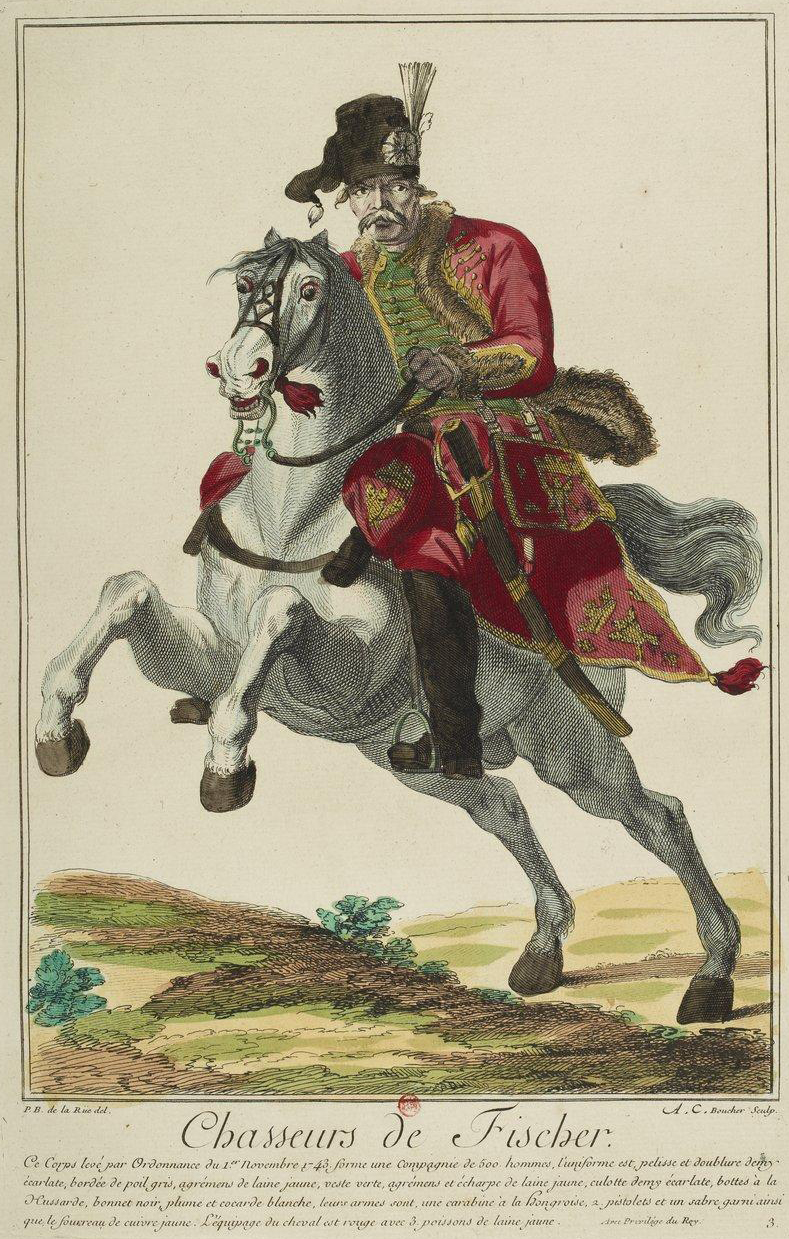
Chasseur de Fischer à cheval.

Habit, veste et culotte de drap vert, les armes sont un fusil, une baïonnette et un sabre
Uniforme des chasseurs à cheval
Pelisse et doublure demi-écarlate, bottes à la hussarde, bonnet noir, plume et cocarde blanches ; leurs armes sont une carabine à la hongroise, deux pistolets et un sabre garni de cuivre jaune ; l’équipage du cheval est rouge avec trois poissons de laine jaune.

#### Légion de Conflans
Uniformes de cavalerie
« Les hussards ont l’habit à la hongroise. Pelisse, veste, culotte, revers, collets et parements verts, cordonnet jaune pour agrément; le schako de feutre noir doublé de vert, bordé d’un galon de laine de même couleur. La sabretache rouge bordée d’un galon vert, avec le chiffre du roi en drap vert, entouré d’un cordonnet jaune. L’équipage du cheval en peau de mouton liserée d’étoffe de laine croisée de couleur verte festonnée. (Ordonnance du 21 décembre 1762.) »